# Abby Wambach
Mary Abigail Wambach, detta Abby (Rochester, 2 giugno 1980) è un'ex calciatrice statunitense, di ruolo attaccante.

## Biografia
Oltre che nel Westerm New York Flash, ha giocato anche per il Washington Freedom (2002-2003) e per il MagicJack (2011; squadra di cui è stata anche allenatrice) e, a livello giovanile, per il Florida Gators women's soccer, la squadra dell'Università della Florida.
Con la maglia della nazionale maggiore, con cui ha esordito nel 2003 e con cui ha vinto due titoli olimpici (2004 e 2012) ed è campionessa mondiale in carica, detiene il record di media-goal a partita, con 125 realizzazioni in 165 gare.
FIFA Women's World Player of the Year nel 2012, si è aggiudicata anche per quattro volte (2003, 2004, 2007 e 2010) il titolo di miglior calciatrice statunitense.

## Vita privata
Wambach, che vive tra Portland, Hermosa Beach e Buffalo, il 5 ottobre 2013, ha sposato la sua compagna di lunga data, Sarah Huffman, alle Hawaii.

## Palmarès

### Nazionale
- Oro olimpico: 2

Pechino 2008; Londra 2012
- Campionato mondiale femminile di calcio: 1

2015

### Individuale
- FIFA World Player: 1

2012
- U.S. Soccer Athlete of the Year: 6

2003, 2004, 2007, 2010, 2011, 2013

## Nella cultura di massa
Nel 2023 Wambach è comparsa nella docuserie Netflix Under Pressure: la nazionale di calcio femminile USA, insieme alle calciatrici allora attive in nazionale, ove, tramite una serie di interviste, racconti e filmati, viene narrato il percorso degli Stati Uniti ai Mondiali del 2023.

## Filmografia

### Televisione
- Under Pressure: la nazionale di calcio femminile USA – docuserie (2023)